# Spreewiesen südlich Beeskow
Spreewiesen südlich Beeskow este o arie protejată (arie specială de conservare — SAC, sit de importanță comunitară — SCI) din Germania întinsă pe o suprafață de 486,64 ha, integral pe uscat.

## Localizare
Centrul sitului Spreewiesen südlich Beeskow este situat la coordonatele 52°08′38″N 14°13′12″E / 52.1439°N 14.22°E.

## Înființare
Situl Spreewiesen südlich Beeskow a fost declarat sit de importanță comunitară în septembrie 2000 pentru a proteja 13 specii de animale. Situl a fost protejat și ca arie specială de conservare în iunie 2003.

## Biodiversitate
Situată în ecoregiunea continentală, aria protejată conține 7 habitate naturale: Lacuri eutrofice naturale cu vegetație de tip Magnopotamion sau Hydrocharition, Cursuri de apă de la nivel de câmpie la nivel montan, cu vegetație Ranunculion fluitantis și Callitricho-Batrachion, Formațiuni ierboase bogate în specii de Nardus, dezvoltate pe substraturi silicioase în zone montane (și în zone submontane, în Europa continentală), Liziere de ierburi înalte hidrofile de câmpie și de nivel montan până la alpin, Pajiști aluvionare inundabile, de Cnidion dubii, Păduri acidofile de stejar bătrân cu Quercus robur pe câmpii nisipoase, Păduri aluvionare cu Alnus glutinosa și Fraxinus excelsior (Alno-Padion, Alnion incanae, Salicion albae).
La baza desemnării sitului se află mai multe specii protejate:
- păsări (2): buhai de baltă (Botaurus stellaris stellaris), Gallinula chloropus chloropus
- amfibieni (1): triton cu creastă (Triturus cristatus)
- mamifere (4): liliac cârn (Barbastella barbastellus), castor (Castor fiber), vidră de râu (Lutra lutra), liliac de iaz (Myotis dasycneme)
- nevertebrate (3): libelule (Leucorrhinia pectoralis), Ophiogomphus cecilia, Osmoderma eremita
- pești (3): avat (Aspius aspius), zvârluga (Cobitis taenia), țipar (Misgurnus fossilis)

Pe lângă speciile protejate, pe teritoriul sitului au mai fost identificate 23 de specii de plante, 5 specii de amfibieni, 5 specii de mamifere, 1 specie de nevertebrate, 1 specie de reptile.